# Hyu (日本の音楽家)
Hyu（ヒュー、1975年 - ）は、日本の電子音楽家である。大阪府出身。
竹村延和主催のチャイルディスクでの活動やマウス・オン・マーズ等との共演で知られる。

## ディスコグラフィ

### コンピレーション
- Sortie (styling record)
- childisc vol 1 (childisc)
- childisc vol 2 (childisc)
- childisc vol 6 (childisc/徳間ジャパン)

### リミックス
- イルリメ「流星より愛をこめて」(SPOTLIGHT records)
- Childs view「Child and magic remix EP」(ワーナーミュージックジャパン)

### 曲提供
- www.illreme.com(MUSICMINE)

### フルアルバム
- wild cards (childisc)
- Random Walker's delight (childisc/徳間ジャパン)